# Nototriche auricoma
Nototriche auricoma är en malvaväxtart som först beskrevs av Rodolfo Amando Philippi, och fick sitt nu gällande namn av Arthur William Hill. Nototriche auricoma ingår i släktet Nototriche och familjen malvaväxter. Inga underarter finns listade i Catalogue of Life.